# Berlandia longipes
Espèce
Berlandia longipes est une espèce d'araignées aranéomorphes de la famille des Sparassidae.

## Distribution
Cette espèce se rencontre en Afrique de l'Est.

## Description
Le mâle holotype mesure 7,5 mm.

## Publication originale
- Lessert, 1921 : Araignées du Kilimandjaro et du Merou (suite). 4. Clubionidae. Revue Suisse de Zoologie, vol. 28, p. 381-442 (texte intégral).